# Guinea-Bissau ved OL
Guinea-Bissau deltog første gang i olympiske lege under Sommer-OL 1996 i Atlanta og har siden deltaget i samtlige efterfølgende sommerlege. De har aldrig deltaget i vinterlege. Guinea-Bissau har aldrig vundet nogen medalje.

## Medaljeoversigt
| Guinea-Bissaus medaljer under de olympiske sommerlege | Guinea-Bissaus medaljer under de olympiske sommerlege | Guinea-Bissaus medaljer under de olympiske sommerlege | Guinea-Bissaus medaljer under de olympiske sommerlege | Guinea-Bissaus medaljer under de olympiske sommerlege | Guinea-Bissaus medaljer under de olympiske sommerlege |
| ----------------------------------------------------- | ----------------------------------------------------- | ----------------------------------------------------- | ----------------------------------------------------- | ----------------------------------------------------- | ----------------------------------------------------- |
| Lege                                                  | Guld                                                  | Sølv                                                  | Bronze                                                | Totalt                                                | Rang                                                  |
| 1996 Atlanta                                          | 0                                                     | 0                                                     | 0                                                     | 0                                                     | –                                                     |
| 2000 Sydney                                           | 0                                                     | 0                                                     | 0                                                     | 0                                                     | –                                                     |
| 2004 Athen                                            | 0                                                     | 0                                                     | 0                                                     | 0                                                     | –                                                     |
| 2008 Beijing                                          | 0                                                     | 0                                                     | 0                                                     | 0                                                     | –                                                     |
| 2012 London                                           | 0                                                     | 0                                                     | 0                                                     | 0                                                     | –                                                     |
| 2016 Rio de Janeiro                                   | 0                                                     | 0                                                     | 0                                                     | 0                                                     | –                                                     |
| 2020 Tokyo                                            |                                                       |                                                       |                                                       |                                                       |                                                       |
| Totalt                                                | 0                                                     | 0                                                     | 0                                                     | 0                                                     |                                                       |